# Carl Henrik Wilster
Carl Heinrich "Henrik" Wilster (født 26. juni 1772 i København, død 3. juni 1837) var en dansk højesteretsadvokat, far til Christian Wilster.
Hans forældre var major Cæsar August Wilster og Charlotte Elisabeth von Schacht. Wilster var velbegavet, og som sekstenårig tog han artium med udmærkelse, 1792 juridisk embedseksamen, blev med det samme prokurator ved Hof- og Stadsretten og allerede 1793 højesteretsadvokat, kun 21 år gammel. Han blev gift 14. oktober 1794 i Hørsholm med Anna Juel Winde (1. april 1770 i Aalborg - 29. august 1840 i Sorø, gift 2. gang 1810 med hospitalsforstander i Slagelse, kancelliråd Rasmus Palludan, 1775-1834), datter af Laurids Hansen Winde og Helene Marie Cortsen.
Han vandt en sørgelig berømmelse, idet han 1. juli 1801 flygtede fra hustru, børn og en stor praksis sammen med en englænderinde, der tilligemed en stor sum penge var betroet til hans varetægt af en engelsk klient. Den glimrende begavede og talentfulde mand flakkede nu omkring i Tyskland under navnet Baron v. Essen,  bedårede med sine talenter og sit vindende væsen hoffet i Rudolstadt og købte godser i Mecklenburg, men blev endelig 1809 i Berlin anklaget for giftmord på en højtstillet embedsmand, krigsråd Éberhardi. Hans mål var sikkert ved giftermål med enken, som han i øvrigt ikke kendte, at komme i besiddelse af krigsrådens formue. Wilster forsvarede sig ihærdigt under retssagen, men indicierne var ham for overvældende. Det kom til at koste ham 15 års fæstningsarrest i et fort ved Stettin, hvor han bagefter tog ophold og ernærede sig ved undervisning til sin død.